# 경인여자대학교
경인여자대학교(敬仁女子大學校, Kyung-in Women's University)는 대한민국 인천광역시 계양구에 위치한 사립 여자 전문대학이다.

## 연혁
- 1991년 11월 30일 : 경인여자전문대학 설립
- 1992년 3월 2일 : 개교
- 1992년 10월 6일 : 학과 증과 (비서행정과(야간), 전자편집디자인과(주간), 산업안전위생과(야간))
- 1993년 9월 16일 : 학과 증원 (전자계산과(야간), 전자편집디자인과(야간), 환경공업과(야간), 세무회계과(야간), 유아교육과 증과
- 1994년 9월 3일 : 간호과 증과, 학과 증원(유아교육과(주간), 전자편집디자인과(야간), 사무자동화과(야간))
- 1995년 1월 5일 : 경인여자전문대학 부설 사회교육원 설립
- 1995년 1월 18일 : 경인여자전문대학 부속 유치원 설립
- 1995년 10월 12일 : 사회체육과(주간) 증과, 학과 증원(간호과, 유아교육과(야간))
- 1996년 10월 4일 : 산업환경연구소 개소
- 1996년 10월 21일 : 전자계산과를 전산정보과로 명칭 변경, 학과 증원 (무역실무과9주간), 실무영어과(주간), 비서행정과(주간))
- 1997년 4월 10일 : 경인여자전문대학 체육관 기공식
- 1997년 4월 25일 : 경인여자전문대학 LAN 개통식
- 1997년 10월 21일 : 멀티미디어 교육 연구소 설립
- 1997년 11월 27일 : 학과 증원 (사회체육과(야간), 산업안전위생과(주간)), 학과 감원 (환경공업과 (야간))
- 1998년 5월 1일 : 경인여자대학으로 교명 변경
- 1998년 10월 30일 : 스포토피아 완공
- 1998년 11월 19일 : 학부제 인가 (멀티미디어정보전산학부, 산업ㆍ환경공학부, 컴퓨터정보디자인학부), 학과 명칭 변경 (실무영어과 → 관광영어과)
- 1999년 5월 12일 : 디자인연구소 설립
- 1999년 11월 15일 : 학과 증과 (피부미용과), 학부제 인가 (관광학부)
- 2000년 7월 14일 : 교육부 관선이사 파견
- 2001년 10월 9일 : 학부(과) 명칭 변경, 3년제 인가

- 멀티미디어정보전산학부 → 컴퓨터정보기술학부
- 컴퓨터정보디자인학부 → 디지털미디어디자인학부
- 사회체육과 → 레저스포츠과
- 2개 학부(과) 3년제 인가 : 컴퓨터정보기술학부, 유아교육과

- 2004년 3월 8일 : 국제교육센터 개소
- 2004년 10월 7일 : 학부(과) 명칭 변경, 인원 조정

- 컴퓨터정보기술학부 → 컴퓨터정보학부
- 산업ㆍ환경공학부 → 환경보건과
- 인원 감원 : 환경보건과(야간)
- 인원 증원 : 피부미용과(야간)

- 2005년 11월 30일 : 학부(과) 명칭 변경, 인원 조정

- 학과 증과 : 부동산컨설팅과
- 컴퓨터정보학부
  - 멀티미디어응용전공 → 멀티미디어영상전공
  - 전산정보전공 → 전산커뮤니티전공
  - 무역실무과 → 무역과
- 관광학부
  - 관광전공 → 항공ㆍ관광전공
  - 관광특수산업전공 → 이벤트ㆍ카지노전공
  - 관광통역전공 → 관광영어통역전공
- 인원 감원 : 컴퓨터정보학부(야간), 환경보건과(야간), 디지털미디어디자인학부(야간), 비서행정과(야간)
- 인원 증원 : 관광학부(주간), 비서행정과(주간)

- 2006년 2월 27일 : 학생종합서비스센터, 취업지원센터 설치
- 2009년 3월 2일 : 학부(과) 명칭 변경

- 환경보건과 → 환경보건학부 (환경복지전공, 보건관리전공)
- 디지털미디어디자인학부 → 디자인학부
  - 영상애니메이션디자인전공 → 멀티미디어디자인전공

- 2010년 3월 2일 : 학부제 폐지, 전공별 모집에서 학과별 모집으로 변경

- 정보미디어학부 → 학부제 폐지, 전공별 모집에서 학과로 변경
  - 영상방송정보전공 → 영상방송정보과(3년제)
  - e-비지니스전공 → e-비지니스과(3년제)
  - 정보처리응용전공 → 정보미디어과(3년제)
- 환경보건학부 → 학부제 폐지, 전공별 모집에서 학과로 변경
  - 환경복지전공 → 환경보건과
  - 보건관리전공 → 보건의료관리과
- 관광학부 → 학부제 폐지, 전공별 모집에서 학과로 변경
  - 항공 ․ 관광전공 → 항공관광과
  - 호텔경영전공 → 호텔경영과
  - 카지노·이벤트전공
  - 관광영어전공 → 관광영어과
  - 관광일본어전공 → 관광일본어과
- 디자인학부 → 전공제 폐지
  - 멀티미디어디자인전공
  - 커뮤니케이션디자인전공
  - 뉴미디어디자인전공→＊광고영상디자인과(3년제)
  - 패션·문화디자인과(3년제)
  - 아동미술과
  - 시각디자인과
- 학과 신설 : 경영과(주간), 사회복지과(주간), 식품영양조리과, 아동보육과, 방송연예과(주간)

- 2011년 3월 2일 : 학부(과) 명칭 변경 (환경보건과 → 보건환경과, 식품영양조리과 → 식품영양과)
- 2012년 2월 14일 : 20주년 기념관 신축공사 착공
- 2012년 3월 2일 : 학부(과) 명칭 변경, 인원 조정

- e-비지니스과 → e-비즈니스과
- 무역과 → 국제무역통상과
- 아동미술과(주간) 3년제 전환
- 학과 폐지 : 비서행정과(야간), 정보미디어과 (3년)
- 학과 신설 : 호텔경영과(야간), 사회복지과(야간), IT기업연계특성화과(주간), 쟈끄데상쥬 헤어과(주간), 차이나비즈니스과(주간)

- 2012년 4월 6일 : 경인여자대학교로 교명 변경
- 2012년 5월 3일 : EGG Creative Design 학교기업 설치
- 2013년 7월 2일 : 학부(과) 명칭 변경, 인원 조정

- e-비지니스과 → e-비즈니스과
- IT기업연계특성화과(주간) → IT기업연계과(주간)
- 학과 폐지 : 부동산경영과(주간), 방송연예과(주간)
- 학과 신설 : 금융서비스과(주간), KWPPA 웨딩플래너과(주간), 실용음악과(주간)

- 2013년 8월 28일 : 2015학년도 전문대학 수업연한 4년제 간호과 지정
- 2013년 12월 4일 : 학사학위 전공심화과정 인가 (간호학과(야간), 유아교육학과(야간), 무역학과(야간), 경영학과(야간), 항공관광학과(야간))
- 2014년 2월 28일 : 학부(과) 명칭 변경, 인원 조정

- 영상방송정보과 → 영상방송과
- IT기업연계과 → 스마트미디어과
- 호텔경영과 → 호텔&카지노과
- 쟈끄데상쥬 헤어과 → I Belle 헤어과
- 레저스포츠과 → 아동체육과
- 학과 폐지 : 영상방송정보과(야간), 항공관광과(야간), 호텔경영과(야간), 관광일본어과(야간), 식품영양과(야간), 세무회계과(야간)

- 2014년 11월 28일 : 학사학위 전공심화과정 인가 (비서행정학과(야간), 세무회계학과(야간), 식품영양학과(야간))
- 2015년 2월 28일 : 학부(과) 명칭 변경, 인원 조정

- 광고영상디자인과 → 광고디자인과
- 국제무역통상과 → 국제무역과
- 간호과 (3년제) → 간호학과 (4년제)
- 학과 폐지 : e-비즈니스과(주간), 관광영어과(주간), 관광일본어과(주간), 시각디자인과(주간)

- 2015년 12월 7일 : 학사학위 전공심화과정 인가 (영상방송학과(야간), 호텔&카지노학과(야간))
- 2016년 12월 5일 : 학사학위 전공심화과정 인가 (광고디자인학과, 보건환경학과)
- 2017년 2월 28일 : 금융서비스과를 금융비즈니스과로 학과 명칭 변경
- 2018년 2월 28일 : 학과 명칭 변경

- 스마트미디어과 → 스마트IT과
- 아동체육과 → 아동건강보육과
- 아동미술과 → 아동미술보육과
- 차이나비즈니스과 → 글로벌비즈니스과

- 2018년 : 교육부 대학기본역량진단평가 결과 역량강화대학 선정 및 조건부 일반재정지원[2]

## 교육편제
다음은 2024학년도 기준, 경인여자대학교의 전문학사 학위과정의 계열별 학과 일람이다.
- 신설 학과: 자유전공학과
- 간호보건계열: 간호학과, 보건의료행정학과, 보건환경학과, 반려동물보건학과, 식품영양학과, 스포츠헬스케어학과
- 관광외식계열 : 관광외국어학과, 호텔ㆍ카지노학과, 항공서비스학과, 호텔조리베이커리학과, 교육복지경영
- 교육복지경영계열: 유아교육학과, 아동보육학과, 사회복지학과, 경영학과, 국제통상학과, 세무회계학과
- 라이프디자인계열: 광고디자인학과, 패션디자인학과, 뷰티디자인학과(뷰티케어전공), 뷰티디자인학과(메이크업전공), 헤어뷰티학과
- 방송.IT계열: 영상방송학과, 컴퓨터소프트웨어과
- 성인학습자: 토탈뷰티학과